# Lưu Định Quốc (Yên vương)
Lưu Định Quốc (chữ Hán: 刘定国, ? - 128 TCN), là chư hầu vương thứ bảy của nước Yên dưới thời nhà Hán trong lịch sử Trung Quốc.
Lưu Định Quốc là con trai của Lưu Gia, chư hầu vương thứ sáu của nước Yên dưới triều Hán. Năm 152 TCN, Lưu Gia mất, truy thụy là Khang. Lưu Định Quốc tập tước Yên vương.
Lưu Định Quốc là người ham mê nữ sắc, sau khi cha mất cướp vợ lẽ của cha làm hậu phi, sịnh một con trai, sau lại cướp vợ của em trai. Ông còn muốn giết đại thần là Lệnh Dĩnh Nhân. Dĩnh Nhân lo sợ nên muốn tố cáo Định Quốc lên Hán đế. Định Quốc bèn giết Dĩnh Nhân để diệt họa miệng.
Năm Nguyên Sóc đời Hán Vũ Đế, em Dĩnh Nhân dâng thư tố cáo Định Quốc lên triều đình. Hán Vũ Đế nghe theo, ra lệnh buộc Định Quốc uống thuốc độc tự sát.
Lưu Định Quốc làm Yên vương 24 năm, không rõ bao nhiêu tuổi. Nước Yên bị trừ, trở lại làm một quận trực thuộc nhà Hán.